# Ni Hua
Dans ce nom chinois, le nom de famille, Ni, précède le nom personnel.
Ni Hua, né le 31 mai 1983 à Shanghai, est un joueur d'échecs chinois.
Au 1er mai 2010, son classement Elo est de 2 643 points, ce qui en fait le 100e joueur mondial.

## Palmarès

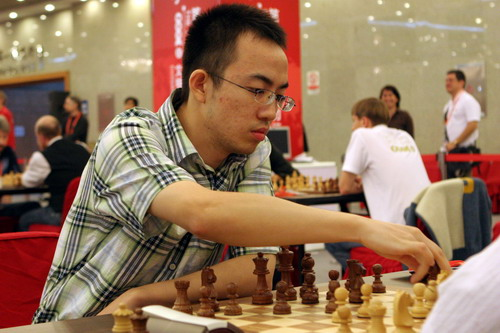
Ni Hua en janvier 2009

### Champion de Chine
Grand maître international depuis 2003. Ni Hua a remporté trois fois de suite le championnat de Chine (en 2006, 2007 et 2008).

### Champion d'Asie
Vainqueur des tournois de Budapest 2000, Yongchuan 2003, Ni Hua a gagné le tournoi de Reggio Emilia en 2009.
Il remporte le championnat d'Asie d'échecs en 2010.

### Olympiades
En 2006, Ni Hua remporta la médaille d'argent par équipe lors de l'Olympiade de Turin (il était premier échiquier de réserve).
En 2014 il participe à l'Olympiade d'échecs de 2014 à Tromsø dans l'équipe représentant la Chine qui gagne cette olympiade. Il y gagne la médaille de bronze du quatrième échiquier.

### Championnats du monde et coupes du monde
Ni Hua a participé au championnat du monde FIDE 2004 et à la coupe du monde d'échecs 2005. Il a, en revanche, refusé son invitation à la coupe du monde d'échecs 2009.
| Année | Lieu                             | Résultat      | Ultime adversaire  | Adversaires battus  |
| ----- | -------------------------------- | ------------- | ------------------ | ------------------- |
| 2004  | Tripoli (champ. du monde)        | deuxième tour | Ye Jiangchuan      | Ievgueni Vladimirov |
| 2005  | Khanty-Mansiïsk (coupe du monde) | premier tour  | Vasilios Kotronias |                     |
| 2011  | Khanty-Mansiïsk (coupe du monde) | deuxième tour | Ruslan Ponomariov  | Ildar Khaïroulline  |
| 2015  | Bakou                            | premier tour  | Sandro Mareco      |                     |